# Macareo (hijo de Crínaco)
En la mitología griega Macareo, Mácar o Macaro (en griego Μακαρεύς, Μάκαρ) fue el rey de Lesbos. Era hijo de Crínaco y nieto de Hirieo o Zeus.
Siete generaciones después, cuando tuvo lugar el diluvio en tiempos de Deucalión y muchos hombres perecieron, ocurrió que Lesbos también quedó desolada a causa de las copiosas lluvias. A continuación llegó a la isla Macareo, que, al reparar en la belleza de aquella tierra, decidió establecerse en ella. Macareo era hijo de Crínaco, hijo de Zeus, como dicen Hesíodo y otros poetas, y era originario de Óleno, situada en la región que entonces se llamaba Jonia, pero que actualmente se conoce como Acaya. Había reunido gentes diversas, en parte de Jonia, en parte hombres de otros pueblos que habían acudido a él desde diferentes procedencias. Primero hizo de Lesbos su morada, pero después, al aumentar más y más su poder gracias a la fertilidad de la isla y a su propia moderación y sentido de la justicia, ocupó las islas vecinas y repartió su tierra, que estaba deshabitada. En esta época Lesbo, hijo de Lápites, el hijo de Eolo, hijo éste de Hipotes, obedeciendo a un oráculo délfico, navegó con colonos a la isla de la que estamos hablando, se casó con Metimna, hija de Macareo, y en su compañía se estableció allí; luego se convirtió en un hombre ilustre y, dándoles su propio nombre, llamó a la isla Lesbos y al pueblo lesbios. Hijas de Macareo fueron, entre otras, Mitilene y Metimna, de las que tomaron su nombre las ciudades homónimas. Por otra parte, Macareo, que deseaba hacer suyas las islas vecinas, envió en primer lugar una colonia a Quíos, confiando el mando a uno de sus hijos; y a continuación envió a Samos otro hijo, llamado Cidrólao, que se estableció allí y, tras distribuir en lotes las tierras, reinó en la isla. Macareo colonizó una tercera isla, Cos, y nombró rey de ella a Neandro; y luego envió a Leucipo con un importante número de colonos a Rodas, cuyos habitantes les acogieron contentos, debido a su escasez de hombres, y juntos habitaron la isla. Ocurrió en aquel tiempo que el  continente situado enfrente de las islas  sufrió enormes y terribles desgracias a causa del diluvio; debido a las copiosas lluvias durante mucho tiempo quedaron destruidos los frutos de la tierra, hubo penuria de víveres y la peste se enseñoreó de las ciudades debido a la corrupción del aire. No obstante a las islas se las llamó «Islas de los Bienaventurados» por Macareo, al ser sus hijos quienes gobernaban en ellas. En suma, dichas islas han disfrutado de una felicidad muy superior a la de las tierras vecinas. Macareo, cuando era rey de Lesbos, promulgó una ley que contenía muchos preceptos útiles para todo el mundo y la denominó «León», queriéndole dar con este nombre la fuerza y el coraje del animal.
Clemente dice que las musas en realidad eran sirvientas misias que compró Megaclo, la hija de Macar. Macar era rey de los lesbios y siempre se oponía a su mujer. Megaclo se indignaba en favor de su madre. Compró un gran número de estas esclavas misias y las llamó Moisas en el dialecto eolio. Les enseñó a cantar y a tocar hazañas antiguas con la cítara armoniosamente. Tocando sin interrupción y cantando tan bellamente hechizaron a Macar con sus canciones y lograron terminar con su cólera. En señal de agradecimiento por su madre, Megaclo las talló en bronce en honor de su madre y ordenó que se veneraran en todos los templos.

### Descendencia de Macareo
- Agamede, epónima de Agameda.[4]
- Antisa, epónima de Antisa.[5]
- Arisbe, epónima de Arisbe.[6]
- Cidrólao, enviado para colonizar Samos[2]
- Ereso, epónimo de Ereso.[7]
- Isa, epónima de Isa (Lesbos).[8]
- Leucipo, enviado para colonizar Rodas[2]
- Megaclo.[3]
- Metimna, epónima de Metimna[2]
- Mitilene, epónima de Mitilene[2]
- Neandro, enviado para colonizar Cos[2]
- Un hijo innominado colonizó Quíos.[2]